# كيكو توريس
إنريكي «كيكو» توريس مارتن (ولد في 28 أكتوبر 1975 في مدريد) هو لاعب كرة قدم محترف إسباني متقاعد، لعب في مركز خط الوسط.

## وصلات خارجية
- BDFutbol profile